# Carlo Scarpa

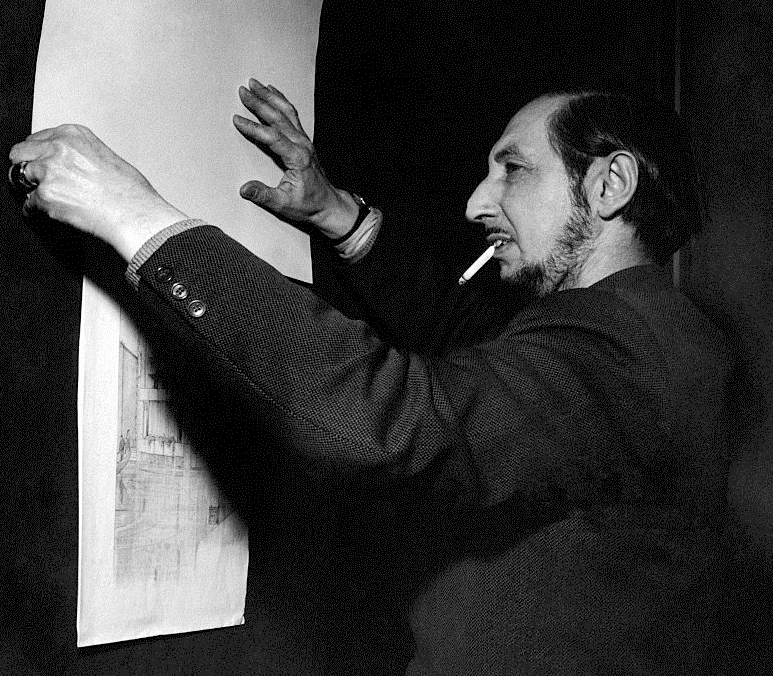
Carlo Scarpa, Venedig 1954

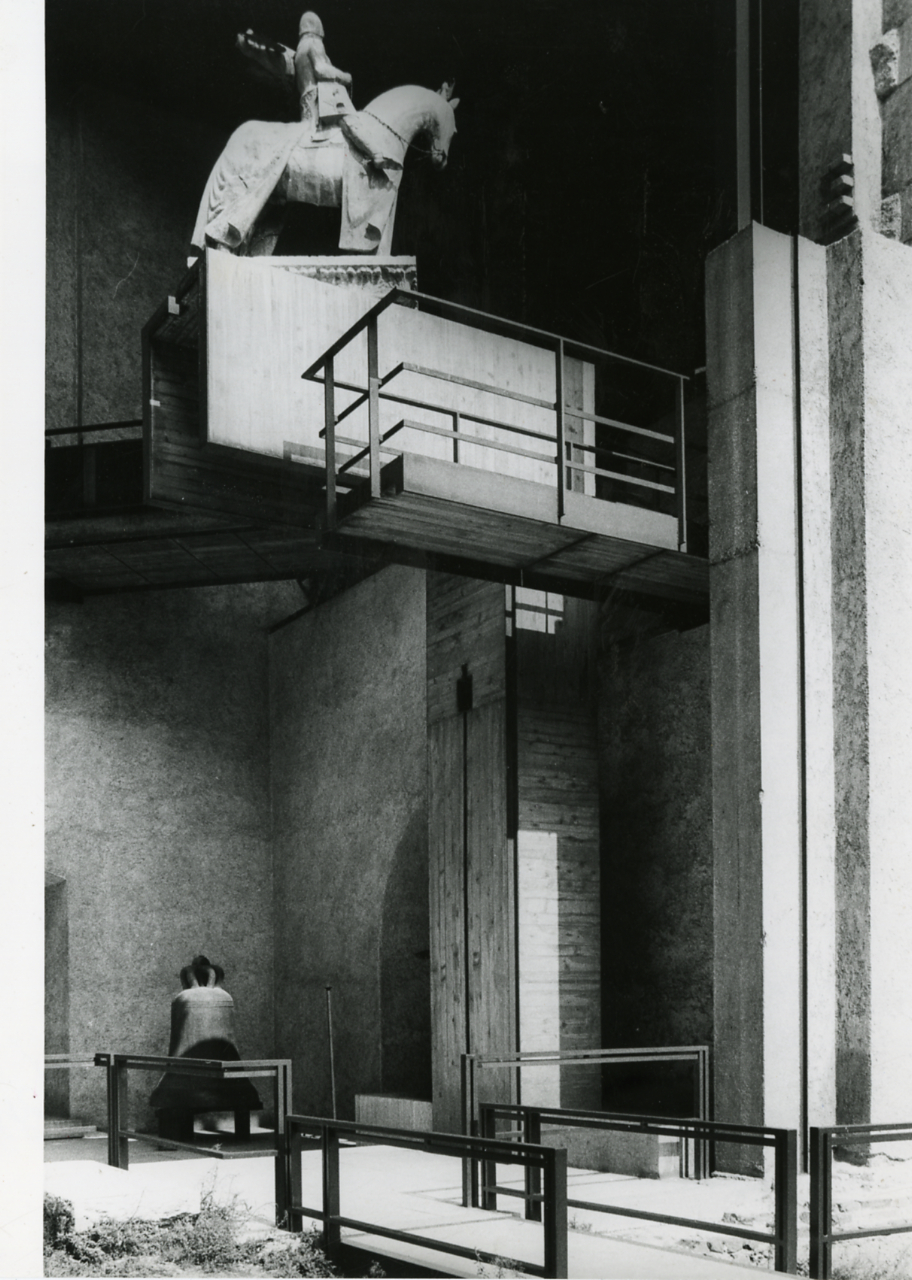
Museo Civico di Castelvecchio in Verona, 1959 and 1973. Foto von Paolo Monti, 1982 (Fondo Paolo Monti, BEIC)

Carlo Alberto Scarpa (* 2. Juni 1906 in Venedig, Dorsoduro; † 28. November 1978 in Sendai, Japan) war ein italienischer Architekt, der zu den wichtigsten Vertretern der von Frank Lloyd Wright beeinflussten organischen Architektur in Italien gehört. Durch seine Lehrtätigkeit, aber auch durch seine Entwürfe und Projekte prägte er die Architektur des 20. Jahrhunderts. Insbesondere durch das additive Fügen des Neuen zum Alten setzten Scarpas Bauten im Umgang mit einer historischen Bausubstanz neue Maßstäbe, die später auch für deutsche Architekten von Bedeutung waren.

## Leben
Carlo Scarpa war das erstgeborene von drei Kindern, die aus der zweiten Ehe seines Vaters Luigi, genannt Gigi, mit Emma Novella hervorgingen. Aus der ersten Ehe seines Vaters hatte er zudem noch vier Stiefgeschwister.
Um 1909 zog die Familie nach Vicenza. In der Stadt am Bacchiglione eröffnete seine Mutter eine Modeschneiderei, während sein Vater weiterhin seinem Beruf als Volksschullehrer in Venedig nachging. Als Carlo acht oder neun Jahre alt war, begann er sich, angeregt durch die Arbeit seiner Mutter, für das Zeichnen zu interessieren. Später sollte er seiner Mutter an die Hand gehen und für sie Zeichnungen ihrer Kleider anfertigen. Daneben regte sich, angeregt von seinem Vater, das Interesse für Literatur und Kunst.
Nach der Volksschule in Vicenza besuchte Carlo Scarpa das technische Institut Andrea Palladio, die einzige höhere Schule in der Stadt, in der technisches Zeichnen unterrichtet wurde. Nach dem Tod seiner Mutter im Januar 1919 kehrte die Familie nach Venedig zurück. Seinem Vater gelang es, ihn im Herbst des gleichen Jahres in der Accademia di belle arti di Venezia einzuschreiben, ohne dass er vorher die Vorbereitungskurse besuchen musste.
In den ersten drei Studienjahren  konzentrierte sich Scarpa auf Graphik und Kunstgeschichte, da er zunächst eine Laufbahn als Maler einschlagen wollte. Nach dem Abschluss des Graphikstudiums entschied er sich, Architektur zu studieren. Nach drei Jahren Ausbildung bei Guido Cirilli, Professor für Architektur an der Kunstakademie,  schloss Scarpa sein Diplom in Architekturzeichnen im November 1926 mit Bestnote ab.

Grabstein Scarpas innerhalb der Tomba Brion in San Vito d’Altivole (TV), 1970–1973

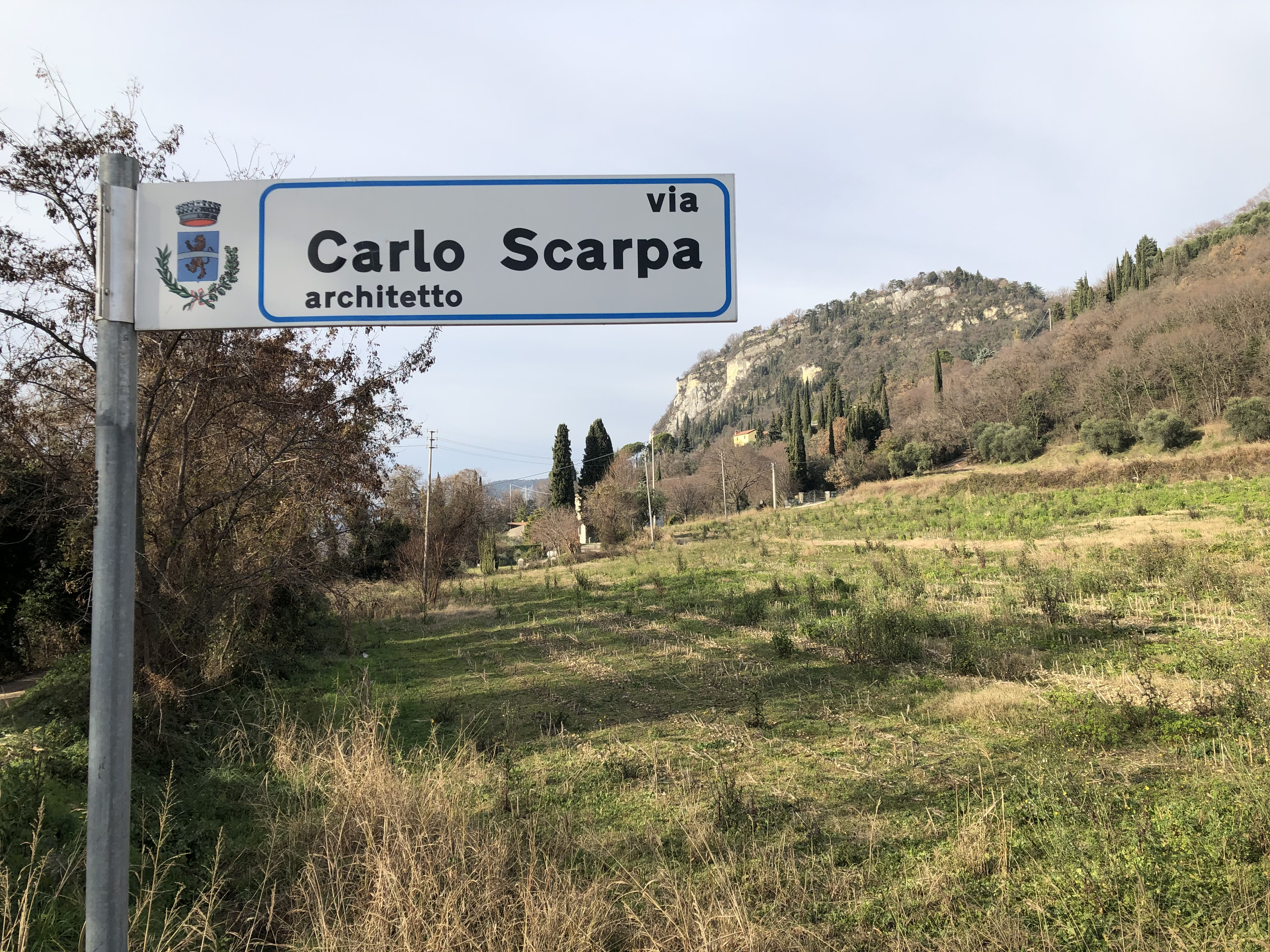
Nach Carlo Scarpa benannte Straße an der Casa Ottolenghi in Bardolino

Anschließend hatte er verschiedene Assistenzstellen an der erst neu gegründeten IUAV in Venedig inne, wo er ab 1933 als Lehrbeauftragter und schließlich ab 1962 als Professor tätig war. 1927 begannen für Scarpa zwei Jahrzehnte der Isolierung, die bis 1947 seine erste Schaffensphase prägten. Abseits der in der faschistischen Ära aufkommenden Architekturdebatten und Konfrontationen verbrachte er jene Jahre vorwiegend in den Werkstätten Muranos, wo er sich intensiv mit der Glaskunst und Entwürfen für die Firma Venini aus Murano auseinandersetzte. Hier fällt der Entwurf einer zehnseitigen, lichtgrauen „Inciso“-Vase auf, ausgeführt durch den Glasgraveur Franz Pelzel, der die Vase mit zahlreichen Kugelschliffen versah.
Ab 1945 nahm er seine Lehrtätigkeit in den Bereichen Kunsthandwerk und Industriedesign wieder auf. Erst 1948, mit der Einrichtung der Paul-Klee-Ausstellung für die XXIV. Biennale in Venedig, begann für Scarpa eine neue Phase, die von zahlreichen Projekten begleitet wurde und seine Isolation beendete. Ab etwa 1950 begann er mit der Realisierung größerer Bauaufgaben. Als praktizierender Architekt blieb Scarpa dennoch von zeitgenössischen Strömungen weitgehend isoliert und beschritt vielmehr den Weg eines sich von den anderen Architekten ablösenden Einzelgängers.
Wesentlichen Einfluss auf Scarpas Arbeiten übte vor allem Frank Lloyd Wright aus: Die Casa Romanelli in Udine (1950–1955) oder auch der 1950 errichtete, provisorische Pavillon für das Kunstbuch (Padiglione del Libro) in Venedig unterstreichen die große Nähe Scarpas zu den Wrightschen Bauten. Diese besondere Beziehung beschrieb Scarpa selbst wie folgt: „Ich habe Mies und Aalto immer bewundert, aber für mich wurde das Werk von Wright zum ‚erhellenden Blitz‘ (…) In einigen meiner Bauten der ersten Jahre glaube ich, mich der Grenze der Unterwerfung genähert zu haben.“ In der Folgezeit gelang es Scarpa jedoch, durch eine sehr eigenständige Interpretation der Arbeiten Frank Lloyd Wrights zu einem eigenen Weg zu finden und nicht etwa einer rein formalen Adaption des expressiven Spätwerks von Wright zu erliegen.
Zu Scarpas Entwurfsmaximen zählten in der Folgezeit vor allem seine besondere Wertschätzung gegenüber der Natur, seine Zuneigung zur japanischen Architektur, zur Inneneinrichtung und Gartenkunst, sein subtiler Umgang mit dem vorgefundenen Ort und die bewusste Hervorhebung der handwerklichen Tradition, seine Akribie bei der Behandlung der architektonischen Details sowie die hohen haptischen Qualitäten der von ihm ausgesuchten Materialien. Scarpa fand zu einer eigenen Sprache, die ihn von anderen Architekten – auch von jenen, die mit der organischen Architektur in Verbindung gebracht werden – deutlich abgrenzt.
1955 bekam Scarpa den Doktorentitel honoris causa verliehen, sowie auch verschiedene Auszeichnungen und Preise (z. B. den IN-ARCH National Award). Trotzdem war er jahrelang Angriffen ausgesetzt, da er aufgrund seines Abschlusses im Fach Architekturdarstellung kein ausgebildeter Architekt war. Erst im Jahr 1965 legitimierte ein Gerichtsurteil seine Bautätigkeit und den Architektentitel.
Im Jahr 1966 nahm er an der Ausstellung „Museumsarchitektur“ des Museum of Modern Art in New York teil. Daran schloss sich ein längerer Amerika-Aufenthalt an, bis er 1972 Direktor der Architekturfakultät in Venedig wurde.
Die 1970er Jahre brachten mit dem Bestattungskomplex Tomba Brion im Ortsteil San Vito der Gemeinde Altivole und dem Sitz der Banca Popolare di Verona, deren Fertigstellung Carlo Scarpa nicht mehr erlebte, noch einmal zwei vielbeachtete Meisterwerke hervor, die zwar zunehmend vom zeichnerischen Element dominiert wurden, gleichwohl aber die hohen architektonischen Qualitäten des Gesamtwerks nachhaltig untermauerten.
Im Alter von 72 Jahren starb Scarpa an den Folgen eines Sturzes in Sendai. Sein Grab befindet sich auf dem Gelände, der von ihm entworfenen Grab- und Gedenkstätte Tomba Brion.
Scarpa war mit der jüngeren Schwester der Malerin Bice Lazzari, Onorina Lazzari, verheiratet. Sein Sohn ist der Designer und Architekt Tobia Scarpa.

## Scarpa und die Architektur
Scarpas Architekturverständnis stützt sich zum einen auf einen planerisch-konzeptionellen Ansatz sowie andererseits auf ein tiefgreifendes handwerkliches Fachwissen. Handskizzen und Zeichnungen sind im Werk Scarpas besonders wichtig, seine intensiven Bemühungen um Skizzen und Werkpläne führten immer wieder zu Pausen seiner Bautätigkeiten.
Ähnlich wie Robert Venturi sieht er einen der Hauptaspekte der Architektur in der Symbolhaftigkeit. Dabei geht es ihm im Gegensatz zu Venturi und anderen nicht vordergründig um die große Geste, sondern er verbleibt im Detailreichtum, gerne auch im Ornamentalen und findet so eine eigene, ikonografische Ausdrucksweise. Als konsequenter Baumeister erarbeitet er sich – über seine detailreichen Werkpläne – eine eigene Mustersprache, findet neue formale Ausdrucksweisen, die aber immer im Kanon temporärer Architektur verhaftet sind.
Das Museum für angewandte Kunst (Wien) zeigte 1989/90 eine Ausstellung mit dem Titel Carlo Scarpa: The Other City/Die andere Stadt und veranstaltete im Jahre 2003 mit Carlo Scarpa: Das Handwerk der Architektur eine weitere Werkschau. Das MAK Wien konnte weiters 1999 Entwürfe – u. a. des Museo di Castelvecchio in Verona (1956–1964), der Galleria Querini Stampalia in Venedig (1961–1963) und dem Bestattungskomplex Tomba Brion (1970–1978) –, aber auch Möbelentwurfsskizzen und Holzmodelle für Detaillösungen, wie z. B. die Entwurfsskizzen eines Tisches für den Komponisten Luigi Nono, erwerben und unterhält somit ein begrenztes Archiv mit Arbeiten des Architekten.

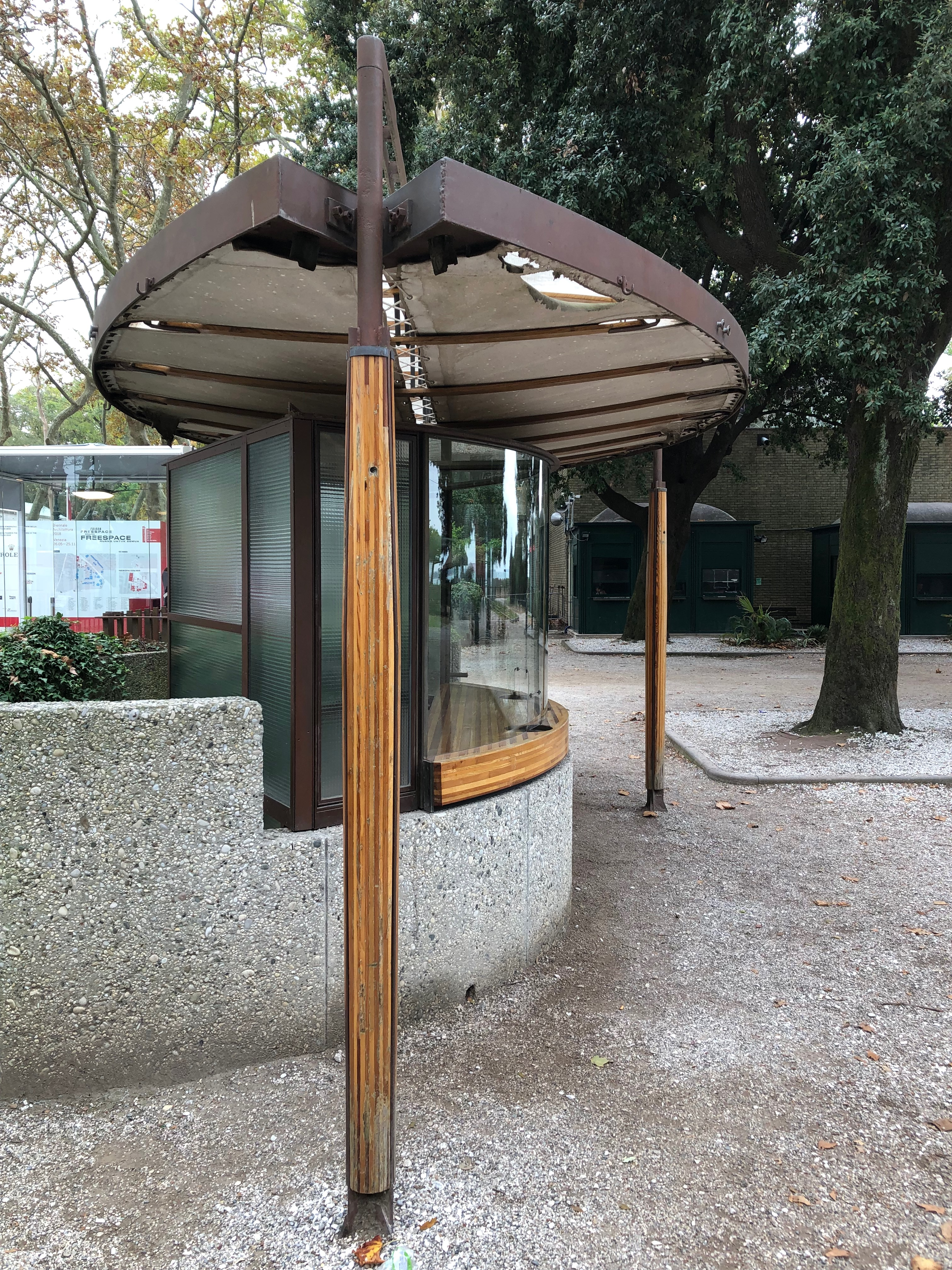
Ticketstand für die Biennale in Venedig, 1952
Erweiterungsbau der Gipsoteca del Canova in Possagno (TV), 1956–1957
Erweiterungsbau der Gipsoteca del Canova in Possagno (TV), 1956–1957
Galleria Querini Stampalia in Venedig, 1961–1963
Museum Castelvecchio in Verona, 1958–1964
Museum Castelvecchio in Verona, 1958–1964
Tomba Brion in San Vito d’Altivole (TV), 1970–1973
Tomba Brion in San Vito d’Altivole (TV), 1970–1973

## Auszeichnungen
- 1977: Medaglia ai benemeriti della cultura e dell’arte

## Nach Carlo Scarpa benannte Auszeichnung
Der Carlo-Scarpa-Preis für Gärten („Premio Internazionale Carlo Scarpa per il Giardino“) wird seit 1990 jährlich von der Fondazione Benetton Studi Ricerche verliehen.

## Bauwerke
- 1944–1949: Umbau Gallerie dell’Accademia in Venedig
- 1950–1955: Casa Romanelli in Udine
- 1952: Ticketstand für die Biennale in Venedig
- 1953–1954: Palazzo Abatellis (Galleria Regionale di Sicilia) in Palermo
- 1954–1956: Venezolanischer Pavillon in den Giardini di Castello in Venedig
- 1955–1961: Casa Veritti in Udine (mit Carlo Maschietto, F. Marconi, A. Morelli)
- 1956–1957: Gipsoteca del Canova in Possagno (mit V. Pastor)
- 1957–1960: Museo Correr in Venedig
- 1958–1964: Museum Castelvecchio in Verona (mit Carlo Maschietto und Arrigo Rudi)
- 1959: Olivetti-Geschäft in Venedig (mit G. D’Agaro und Carlo Maschietto)
- 1961: Negozio Gavina in Bologna
- 1961–1963: Umbau Palazzo Querini Stampalia in Venedig (mit Carlo Maschietto)
- 1963–1992: Umbau Museum Revoltella in Triest
- 1964: Casa Balboni in Venedig (mit Sergio Los und G. Soccol)
- 1964–1968: Casa Zenter in Zürich (CH)[9]
- 1966, 1972, 1985: Eingang zur Architekturfakultät der Universität Venedig (mit Sergio Los)
- 1970–1973: Grabstätte der Familie Brion in San Vito d’Altivole (mit Carlo Maschietto und G. Pietropoli)
- 1974–1978: Banca Popolare di Verona (mit Arrigo Rudi)
- 1974–1978: Casa Ottolenghi in Bardolino (mit G. Tommasi, Carlo Maschietto und G. Pietropoli)

## Musik
- Luigi Nono: A Carlo Scarpa, architetto, ai suoi infiniti possibili für Orchester, 1984.